# Spargania isolata
Spargania isolata là một loài bướm đêm trong họ Geometridae.